# Hot (Einheit)
Hot war eine Masseneinheit (Gewichtsmaß) in Annam
- 1 Hot = 0,3905 Milligramm

Die Maßkette war
- 1 Hot = 10 Chan/Kahn = 100 Huy = 1000 Tran = 10000 Ai[1]